# Augusto de Vasconcelos
Augusto César de Almeida de Vasconcelos Correia GCSE (Santos-o-Velho, Lisboa, 24 de setembro de 1867 — Lisboa, 27 de setembro de 1951), mais conhecido por Augusto de Vasconcelos, foi um médico e lente de Medicina, político e diplomata português do período da Primeira República.

## Biografia
Filho mais velho de Júlio César de Vasconcelos Correia (Lisboa, Santos-o-Velho ou Santa Catarina, 21 de Dezembro de 1837 - Lisboa, Santos-o-Velho, 31 de Dezembro de 1910), Engenheiro e Constructor Naval, casado em Lisboa, Encarnação, com Constança Libânia Auta de Almeida (Lisboa, Santos-o-Velho, c. 1840 - Lisboa, Santos-o-Velho, 13 de Março de 1926), filha de Francisco Pereira e de sua mulher Maria da Rocha de Proença. O seu pai era o filho natural mais velho de António César de Vasconcelos Correia (Torres Novas, 9 de Fevereiro/Novembro de 1797 – Lisboa, 11 de Novembro de 1865), 1.º Visconde de Torres Novas e 1.º Conde de Torres Novas, e de Ana Maria Correia.
Republicano moderado desde a sua juventude, era considerado amigo pessoal de Afonso Costa e politicamente próximo de Brito Camacho. Era  lente proprietário da Escola Médico-Cirúrgica de Lisboa, pela qual se tinha formado em 1891, e irmão do engenheiro e empresário António de Almeida de Vasconcelos Correia.
Estreou-se na governação como Ministro dos Negócios Estrangeiros do governo presidido por João Chagas, no período de 12 de outubro a 12 de novembro de 1911, tendo nesta última data assumido a presidência do Ministério, mantendo em acumulação a pasta dos Negócios Estrangeiros. Manteve-se como chefe de governo até 16 de junho de 1912.
Em 16 de junho de 1912 abandonou a presidência do Ministério, que passou a ser ocupada por Duarte Leite, permanecendo, contudo, no cargo de  Ministro dos Negócios Estrangeiros até 9 de janeiro de 1913.
Enveredou então pela diplomacia, ocupando o posto de embaixador de Portugal em Madrid nos anos de 1914 a 1917, passando depois para a embaixada em Londres, que ocupou de 1918 e 1919, período que compreendeu a participação portuguesa na Primeira Guerra Mundial, altura em que a embaixada em Londres tinha um papel crucial na condução política do conflito.
Terminada a Guerra, chefiou em 1919 a delegação portuguesa à Conferência de Paz de Paris, passando depois trabalhar na Sociedade das Nações, organismo no qual foi delegado português em 1934–1935, presidindo nessa altura à respectiva Assembleia Geral. Nessas funções ganhou algum destaque com os esforços diplomáticos que desenvolveu para pôr termo à Guerra do Chaco que em 1935 opôs a Bolívia ao Paraguai.
A 4 de Agosto de 1928 foi agraciado com a Grã-Cruz da Antiga, Nobilíssima e Esclarecida Ordem Militar de Sant'Iago da Espada, do Mérito Científico, Literário e Artístico. Foi agraciado no estrangeiro como Excelentíssimo Senhor Grã-Cruz da Real Ordem de Isabel a Católica de Espanha, Grã-Cruz da Ordem da Coroa da Bélgica, Grã-Cruz da Ordem do Mérito do Chile, Grã-Cruz da Ordem do Mérito do Peru, Grande-Oficial da Ordem Nacional da Legião de Honra de França, etc.

## Casamento e descendência
Casou em Lisboa, Santa Catarina, com Hermínia Laura de Albuquerque Henriques Moreira (Castelo Branco, Sé, 2 de Setembro de 1869 – Lisboa, Santa Catarina, 28 de Setembro de 1947), viúva de Augusto Pereira Leite e filha de José Joaquim Henriques Moreira (Lisboa, Alcântara, 29 de Abril de 1820 – 6 de Janeiro de 1895), General de Divisão, Comandante da Guarda Municipal, Comendador da Real Ordem Militar de São Bento de Avis e Cavaleiro da Real Ordem Militar da Torre e Espada, etc., e de sua mulher (7 de Novembro de 1868) Maria Hermínia de Albuquerque de Mesquita e Paiva (15 de Outubro de 1844 – 7 de Junho de 1910), filha do 2.º Visconde de Oleiros (antes Barão de Oleiros), da qual teve dois filhos e duas filhas: 
- Júlio Moreira de Vasconcelos (15 de Julho de 1906 - ?), Médico, solteiro e sem geração
- Maria Teresa Moreira de Vasconcelos, solteiro e sem geração
- José Moreira de Vasconcelos (28 de Maio de 1910 - ?), Engenheiro, casado com Maria Gabriela de Sampaio e Melo, da qual teve dois filhos e quatro filhas: 
  - Maria de Sampaio e Melo de Vasconcelos, solteira e sem geração
  - José Maria de Sampaio e Melo de Vasconcelos, solteira e sem geração
  - Maria Isabel de Sampaio e Melo de Vasconcelos, solteira e sem geração
  - Augusto António de Sampaio e Melo de Vasconcelos, casado com Maria Helena do Patrocínio Nogueira, sem geração
  - Maria José de Sampaio e Melo de Vasconcelos, casada com José Afonso de Almada Negreiros (1934), filho de José Sobral de Almada Negreiros and e de sua mulher Sarah Afonso
  - Maria Micaela de Sampaio e Melo de Vasconcelos, casada com Raul Miguel de Oliveira Rosado Fernandes, com 1 filha
  - Maria Teresa de Sampaio e Melo de Vasconcelos, casada com José Maria da Fonseca Caldeira Cabral (Lisboa, 1942), com 4 filhas
- Maria Isabel Moreira de Vasconcelos (3 de Novembro de 1911 - ?), casada com Pedro de Sárrea Mascarenhas Gaivão (20 de Outubro de 1907 - ?), sem geração